# Голодоліна
Голодоліна (пол. Hołodolina) — село в Польщі, у гміні Суховоля Сокульського повіту Підляського воєводства.
Населення — 52 особи (2011).
У 1975—1998 роках село належало до Білостоцького воєводства.

## Демографія
Демографічна структура станом на 31 березня 2011 року:
|          | Загалом | Допрацездатний вік | Працездатний вік | Постпрацездатний вік |
| -------- | ------- | ------------------ | ---------------- | -------------------- |
| Чоловіки | 22      | 3                  | 12               | 7                    |
| Жінки    | 30      | 4                  | 17               | 9                    |
| Разом    | 52      | 7                  | 29               | 16                   |